# Upper New York Bay
L'Upper New York Bay (« baie supérieure de New York »), que l'on appelle parfois Upper New York Harbor (port supérieur de New York), est une partie de la baie de New York, située au nord de The Narrows, détroit situé entre Staten Island et Brooklyn (sur Long Island), par opposition à la Lower New York Bay (« baie inférieure de New York »). 
L'Upper New York Bay borde ainsi Manhattan, Long Island, Staten Island, ainsi que Bergen Neck (la péninsule située entre la baie supérieure et la baie de Newark).  
L'Upper New York Bay comporte de nombreuses îles, parmi lesquelles Governor's Island, Liberty Island, ou encore Ellis Island.

## Galerie

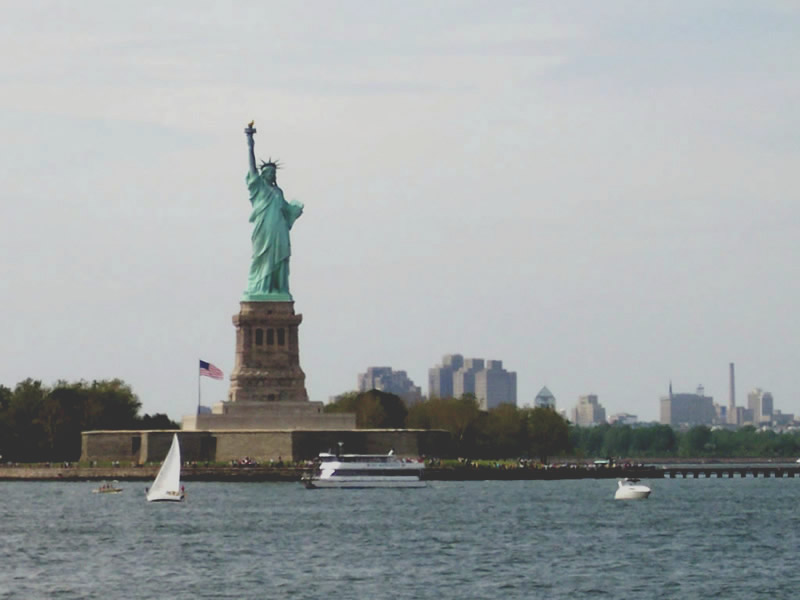
La statue de la Liberté, vue du Staten Island Ferry.
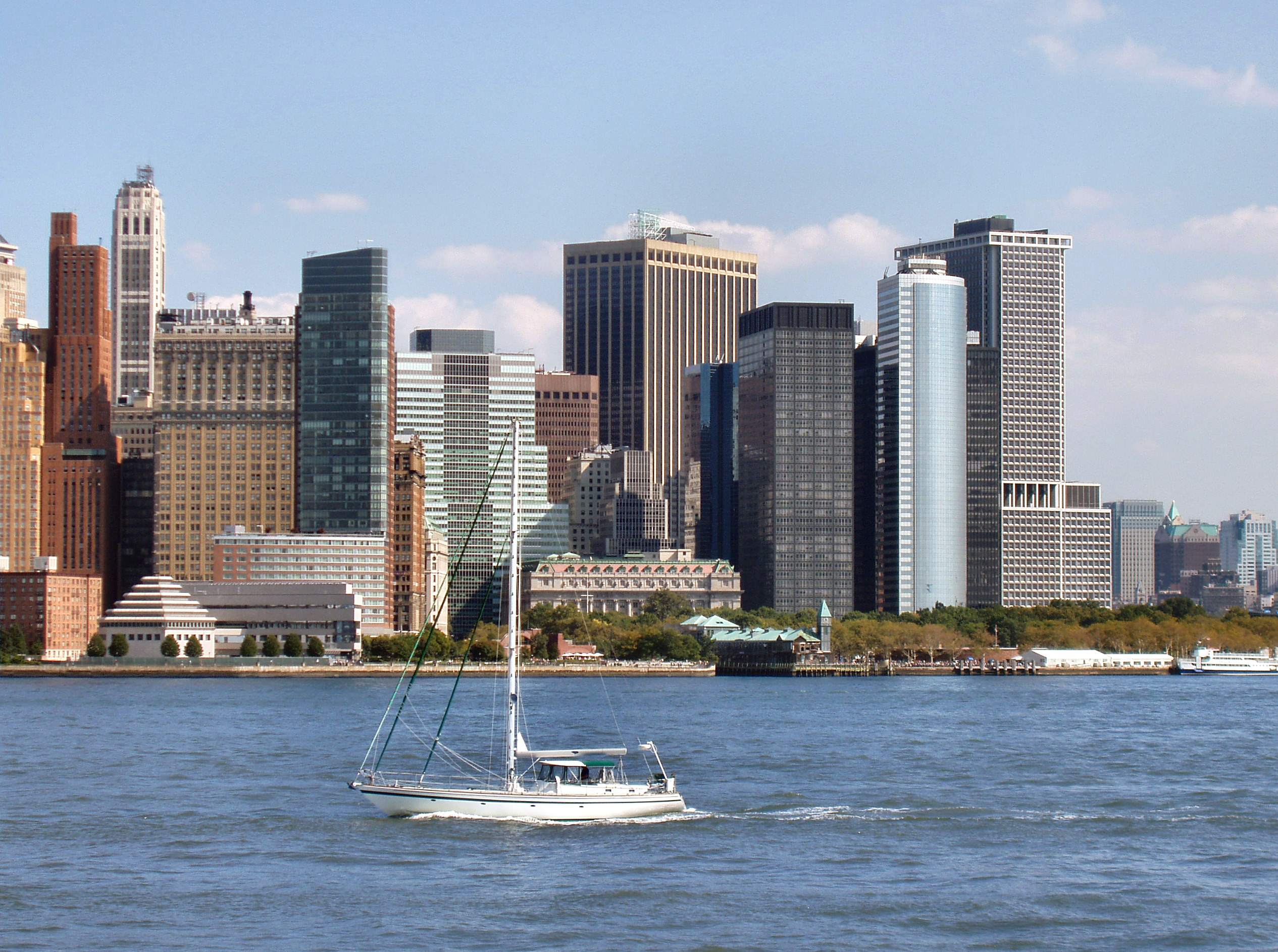
Manhattan, à travers la baie depuis le Liberty State Park.
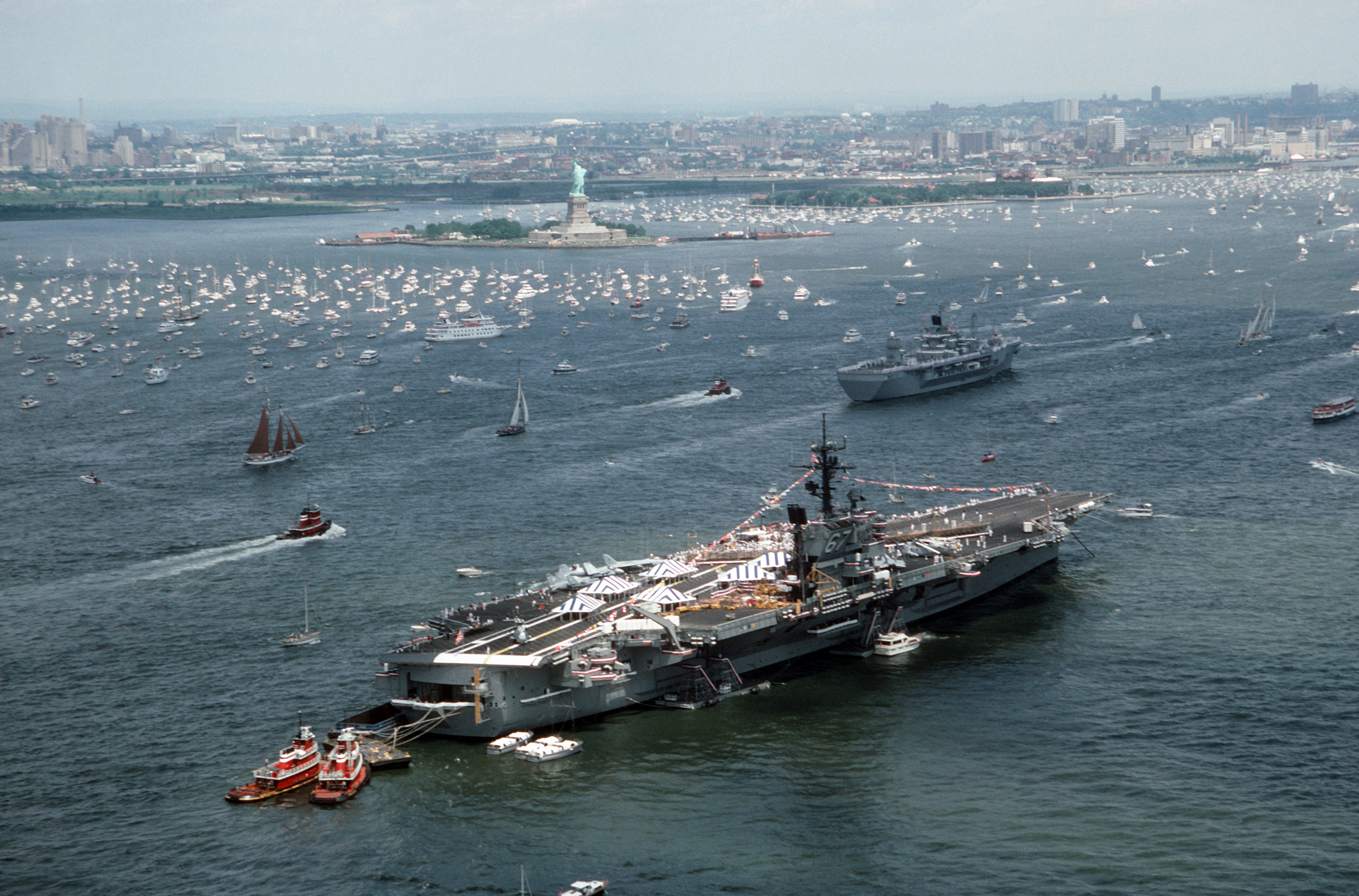
Liberty Weekend 1986.